# Casi en todas partes
En teoría de la medida, una propiedad se cumple en casi en todas partes (c.t.p.) si el conjunto de puntos para los cuales la propiedad no es cierta es un conjunto de medida nula. En los casos en que la medida no es completa, es suficiente que el conjunto esté contenido en un conjunto de medida nula. 
Algunos textos para referirse a una propiedad que se cumple casi en todas partes, usan la abreviatura "a.e."  o "{\displaystyle \mu } - a.e."(de la expresión inglesa almost everywhere), y algunos otros trabajos generalmente más viejos usan también la abreviación p.p. (de la expresión francesa presque partout).

## Definición
Sea {\displaystyle \left(X,{\mathcal {A}},\mu \right)} un espacio de medida, {\displaystyle E\subseteq X}, y {\displaystyle {\mathcal {P}}(x)} una afirmación sobre {\displaystyle x\in E}. Se dice que {\displaystyle {\mathcal {P}}(x)} se cumple en {\displaystyle \mu } - casi todas partes sobre {\displaystyle E} (o para casi todo {\displaystyle x\in E}) si el conjunto de puntos en {\displaystyle E} donde la propiedad no se cumple tiene medida nula.